# Rinul în flăcări

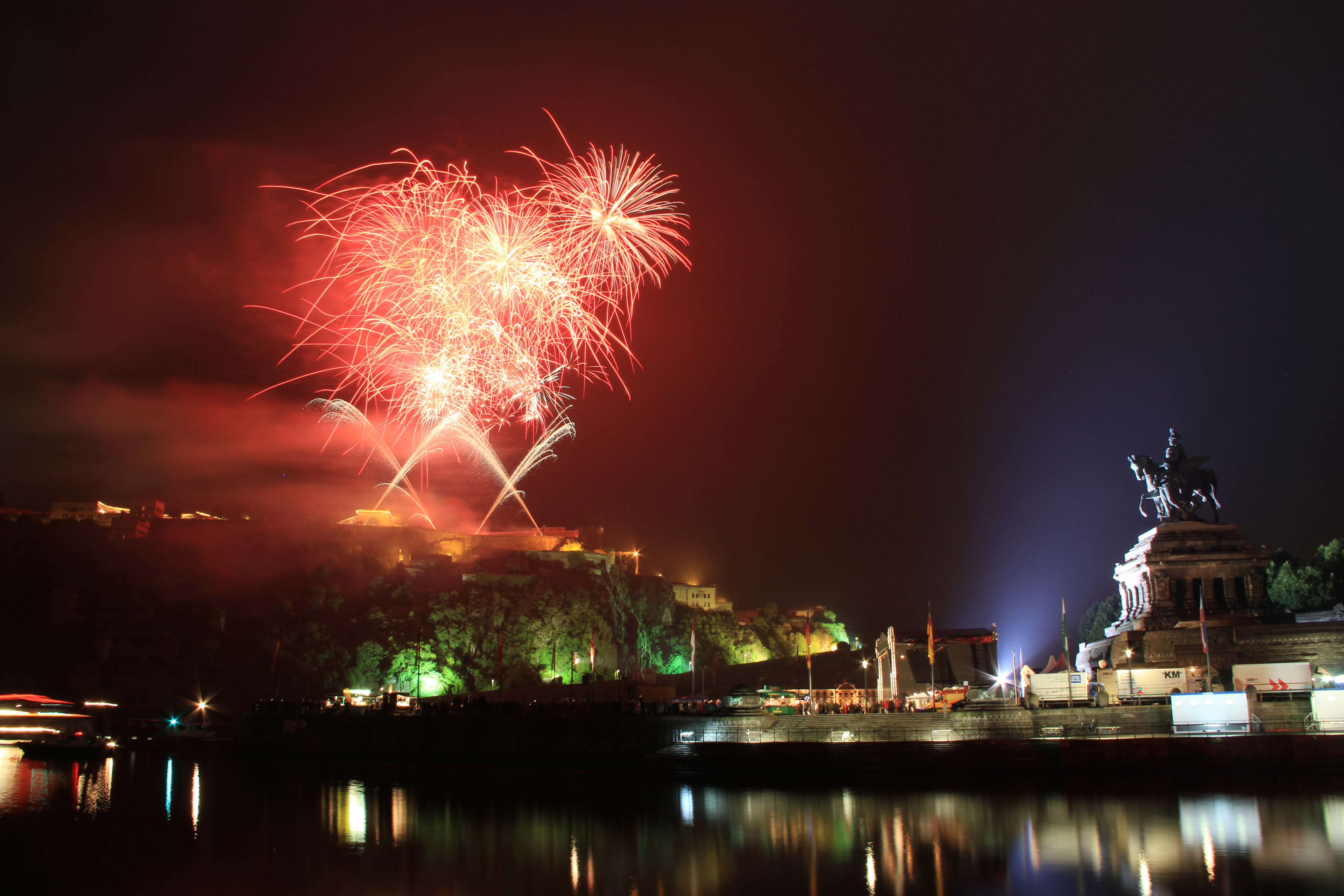
Rinul în flăcări (2006) in Koblenz

Rinul în flăcări (germană Rhein in Flammen) este denumirea festivității anuale de pe cursul mijlociu al Rinului sărbătorită cu foc de artificii. Acesta are loc pe unele cetăți ca Burg Maus,  Burg Rheinfels și Ehrenbreitstein de pe malul fluviului sau pe convoaie de vapoare, de pe anumite porțiuni ale Rinului. Festivitatea este o atracție vizitată de un număr mare de turiști și are loc: 
- între Bonn și Linz am Rhein în prima sâmbătă din luna mai,
- între Niederheimbach și Bingen am Rhein / Rüdesheim am Rhein în prima sâmbătă din iulie fiind numită „Rhein im Feuerzauber” (Rinul în focul fermecat)
- între Spay și Koblenz, în a doua sâmbătă din august
- în Oberwesel în a doua sâmbătă din septembrie
- între Sankt Goar și Sankt Goarshausen în a treia sâmbătă din septembrie.

## Galerie de imagini

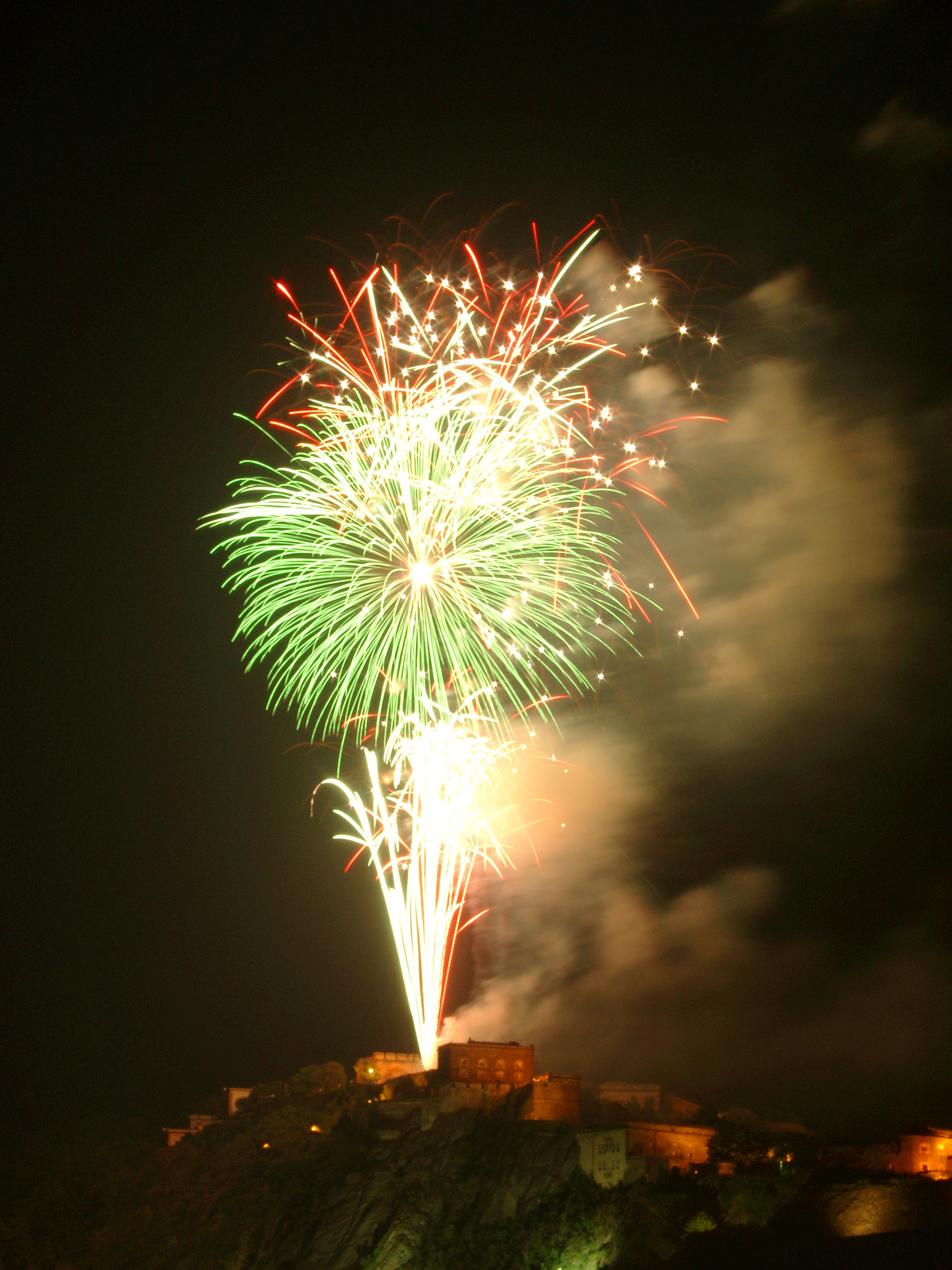
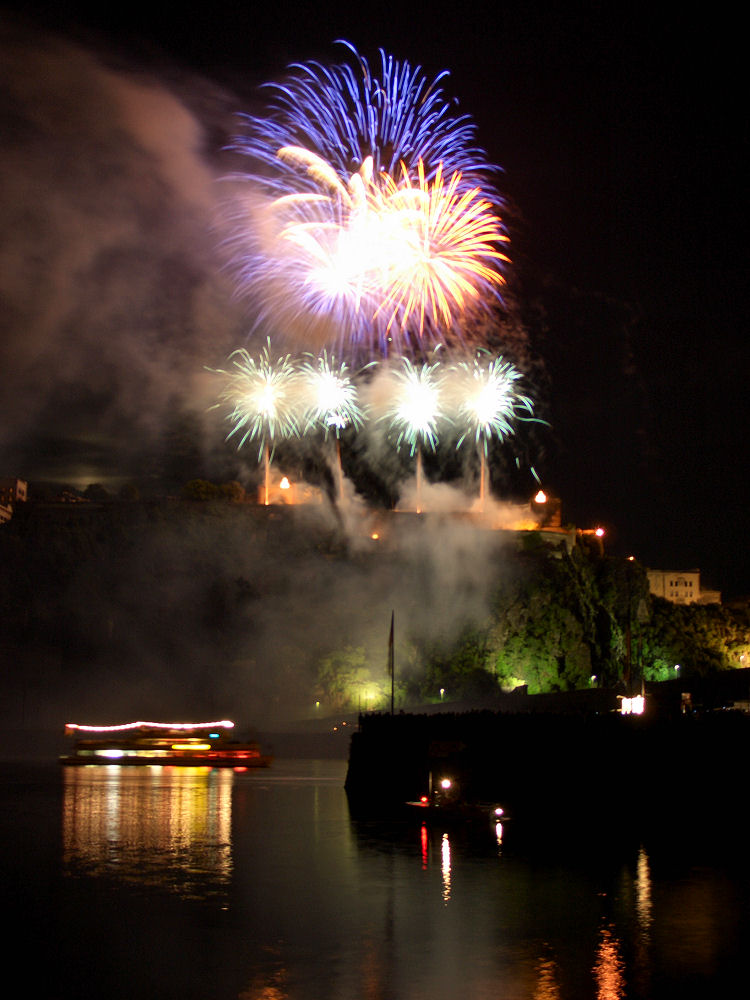
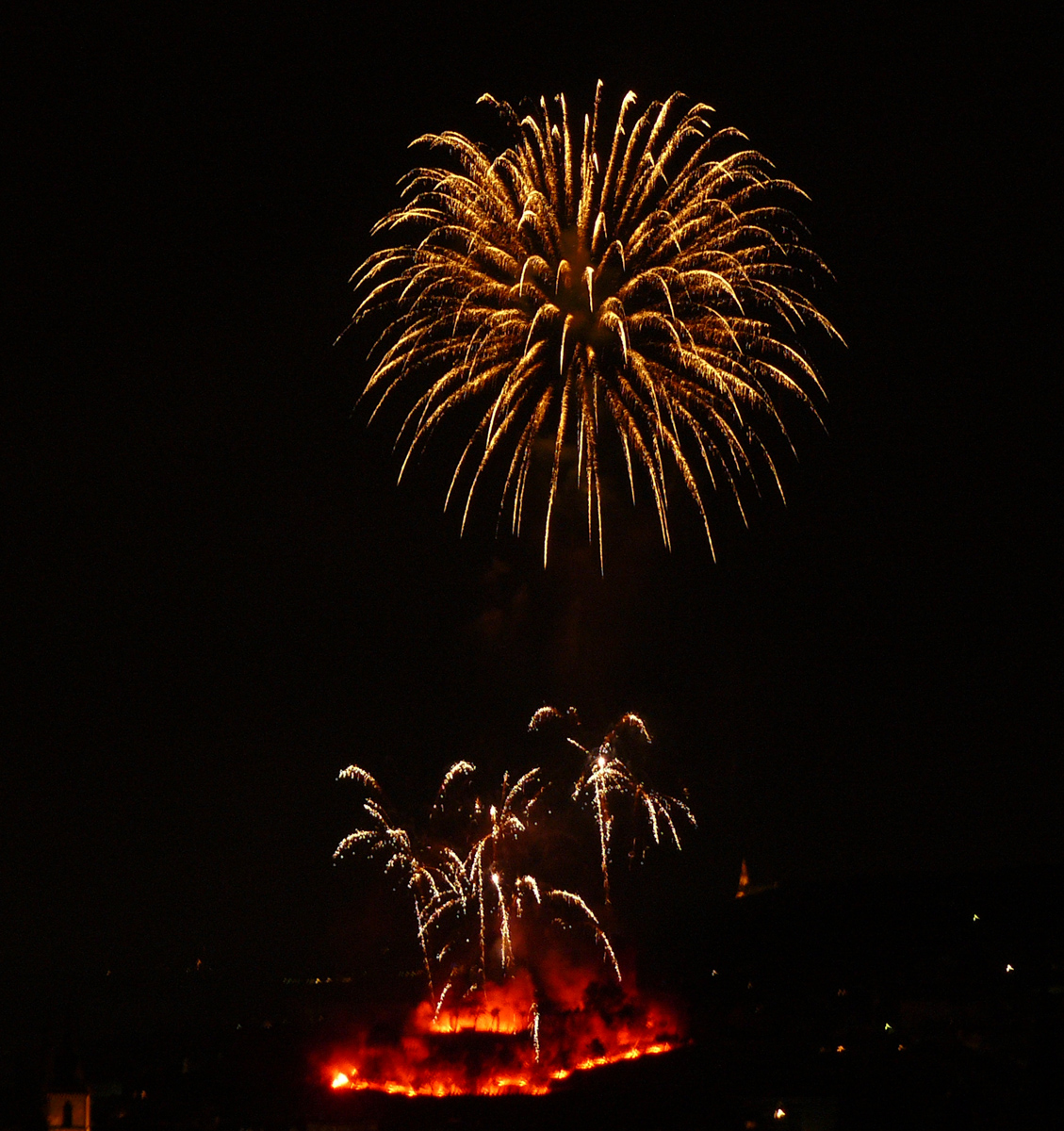
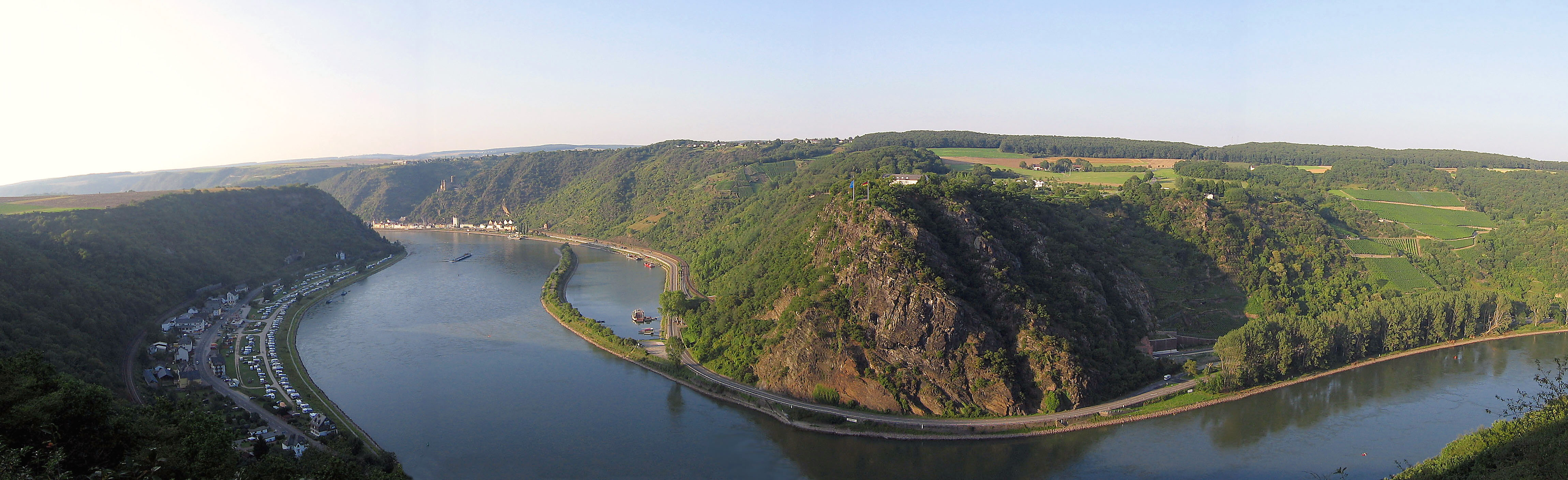